# گوردون هیل
گوردن هیل (به انگلیسی: Gordon Hill) بازیکن فوتبال زادهٔ ۱ آوریل ۱۹۵۴ اهل انگلستان بود که سابقهٔ بازی در تیم ملی فوتبال انگلستان را در کارنامهٔ خود دارد. وی در تاریخ ۲۸ مه ۱۹۷۶ نخستین بازی ملی خود را در مقابل تیم ملی فوتبال ایتالیا انجام داد و با حضور در ۶ بازی ملی، در تاریخ ۱۲ اکتبر ۱۹۷۷ واپسین بازی ملی‌اش را در برابر تیم ملی فوتبال لوکزامبورگ برگزار کرد.